# 馬王堆駅
馬王堆駅（ばおうたいえき）は、中華人民共和国湖南省長沙市芙蓉区にある5号線の駅である。

## 駅構造
- 1号線：島式ホーム1面

## 駅周辺
- 遠大路
- 馬王堆陶瓷城
- 馬王堆汽配城
- 湖南省人民医院馬王堆院区